# البرانس
جبال البرانس أو البرنية أو البيريني أو البرينيو (بالفرنسية: Pyrénées)‏ (بالإسبانية: Pirineos)‏ سلسلة جبلية تقع جنوب غرب أوروبا، بين فرنسا وإسبانيا وتمثل الحدود الطبيعية بينهما. تمتد لمسافة قدرها 430 كلم من خليج بسكاي بالمحيط الأطلسي في الغرب إلى البحر المتوسط في الشرق. أعلى نقطة بها تسمى «بيكو دي أنيتو» وتعلو بارتفاع 3406.2 م. تفصل الجبال شبه جزيرة أيبيريا عن فرنسا. تقع إمارة أندورا بين قمم السلسلة. كما تقع ستة أقسام فرنسية وست مقاطعات إسبانية في السلسلة. توجد بعض الممرات التي تتخلل الجبال، ونشأ الممر الموجود في رونسافالز في القرن 12. مساحتها 55374 كم2. من أشهر المدن الواقعة في السلسلة: بربينيان وبايون وأورتيز بفرنسا، وجرندة ووشقة وبنبلونة وإيرون بإسبانيا.
ينبع من البرانس الغربية نهر أرجا أحد روافد نهر إبرو وتقع عليه مدينة بنبلونة وينبع من البرانس الوسطى نهر أراغون ويتصل بأرجا ثم يصبان في نهر أبرو.

## التسمية
ما كان يسمى في الفترة الأندلسية بجبل البرانس هو جبل قرب قرطبة سكنه بعض الداخلين إلى الأندلس من المغاربة البرانس وفي التراث العربي نجد تسميات أخرى لهذه السلاسل تختلف عن التسمية الحالية وهي البرينو وهيكل الزهرة وجبل البرتات وجبال البرت أو جبال الممرات.

## هوامش
1. ↑  محمد عبد الله عنان، دولة الإسلام في الأندلس، ج. 5، ص. 728، QID:Q20418218
2. ↑  معجم البلدان ياقوت الحموي الصفحة : 358
3. ↑  الكتاب : نزهة المشتاق في اختراق الآفاق المؤلف : الادريسي
4. ↑  نزهة المشتاق في اختراق الآفاق الإدريسي الصفحة : 236
5. 1 2 3  محمد عبد الله عنان، دولة الإسلام في الأندلس، ج. 1، ص. 35، QID:Q20418218
6. ↑  حسين مؤنس (1987). "أطلس تاريخ الإسلام". القاهرة (ط. 1). القاهرة: الزهراء للإعلام العربي: 122. ISBN:978-977-14-7049-6. OCLC:1230076515. OL:13162429M. QID:Q114648616.